# Nerstrand, Minnesota
Nerstrand là một thành phố thuộc quận Rice, tiểu bang Minnesota, Hoa Kỳ. Năm 2010, dân số của thành phố này là 295 người.

## Dân số
- Dân số năm 2000: 233 người.
- Dân số năm 2010: 295 người.